# Liutperga
Liutperga, född före 750, död efter 788, var en hertiginna av Bayern som gift med Tassilo III.
Hon var dotter till Desiderius och Ansa. Hon gifte sig mellan 763 och 770. 
Hon spelade en viktig roll i sin makes motstånd mot Karl den store, sedan hennes hemland Langobardernas kungarike hade annekterades av denne år 774 och hennes föräldrar fängslats, och uppmanade sin make att sluta förbund med avarerna mot Karl. Hon nämns inte då hennes make avsätts 788, vilket har tolkats som att hon kanske var död vid den tidpunkten.